# Crying Lightning
Singles de Arctic Monkeys
Teddy Picker
(2007) Cornerstone
(2009)
Crying Lightning est le premier single du groupe de rock indépendant Arctic Monkeys issu de l'album Humbug sorti le 6 juillet 2009. Il est joué pour la première sur l'émission de Zane Lowe sur la BBC Radio 1 le 6 juillet 2009 et est ensuite mis en vente sur les sites de téléchargement digital comme iTunes le lendemain. La vente physique du single commence une semaine avant la sortie d'Humbug, le 17 août. Le vinyle est vendu dans les agences Oxfam et il y est introduit un code menant au téléchargement gratuit et légal de la chanson.

## Liste des pistes
| 1. | Crying Lightning         | Alex Turner | Arctic Monkeys                                    | 3:43 |
| 2. | Red Right Hand           | Nick Cave   | Nick Cave/Mick Harvey/Conway Savage/Thomas Wydler | 4:19 |
| 3. | I Haven't Got My Strange | Alex Turner | Arctic Monkeys                                    | 1:29 |

| 1. | Crying Lightning | Alex Turner | Arctic Monkeys                                    | 3:43 |
| 2. | Red Right Hand   | Nick Cave   | Nick Cave/Mick Harvey/Conway Savage/Thomas Wydler | 4:19 |

## Crédits
Arctic Monkeys
- Alex Turner - Chant, guitare solo & rythmique, Vox Continental (piste 2)
- Jamie Cook - guitare solo et rythmique, guitare baryton (piste 2)
- Nick O'Malley - Guitare basse
- Matt Helders - Batterie, choriste

Autre
- Josh Homme - choriste (piste 3)
- John Ashton - clavier, chrosite (piste 1), guitare

## Classement
| Classement (2009)   | Meilleure position |
| ------------------- | ------------------ |
| Autriche            | 70                 |
| Belgique (Flandre)  | 63                 |
| Belgique (Wallonie) | 49                 |
| Canada              | 15                 |
| France              | 23                 |
| Royaume-Uni (indé)  | 1                  |
| Royaume-Uni         | 12                 |
| Japon               | 44                 |